# Glai
Glai ist eine osttimoresische Aldeia im Suco Lissadila (Verwaltungsamt Loes, Gemeinde Liquiçá). 2015 lebten in der Aldeia 950 Menschen.

## Geographie

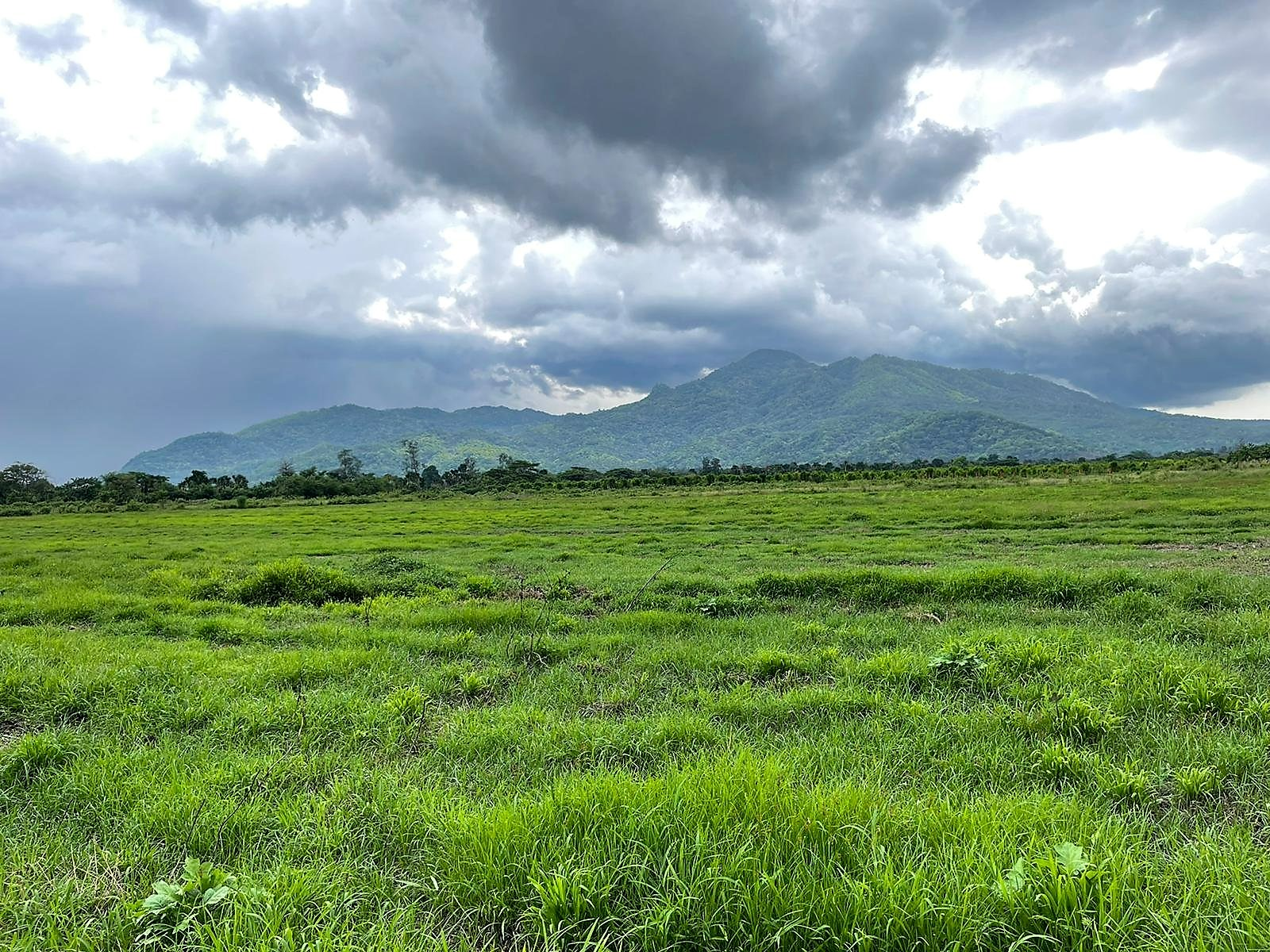
Bei Bituni in der Aldeia Glai

Glai liegt im Westen des Sucos Lissadila. Östlich befinden sich die Aldeias Lebuhae, Darulema und Bautalo. Im Norden grenzt Glai an den Suco Maubaralissa, im Westen an den Suco Guiço und im Süden an den Suco Aculau. Der Westgrenze folgen grob die Flüsse Surine und Dikasbata. Im Südwesten fließt der Kailook. Diese Flüsse münden in den Gleno, dem Grenzfluss im Süden, der wiederum weiter westlich in den Lóis fließt. Im Südwesten gehört allerdings das Gebiet um die Dörfer Ramboo und Wepirale zu Glai, das zwischen zwei Armen des Gleno liegt.
Durch den Süden von Glai führt eine Überlandstraße, an der das Dorf Siamodo (Siamado) liegt. Das Dorf Glai befindet sich etwas nördlich der Straße. In Siamodo steht eine Grundschule und in Glai eine Kapelle. In der Nordspitze der Aldeia befindet sich die Kapelle Uma Coração Glai (Lage) in einer Gruppe verstreut stehender Häuser und Hütten.

## Politik
2023 wurde Fernando S.R. Viegas zum Chefe de Aldeia gewählt.